# Беньямін Ауер
Беньямін Ауер (нім. Benjamin Auer, нар. 11 січня 1981, Ландау) — німецький футболіст, що грав на позиції нападника.

## Клубна кар'єра
Народився 11 січня 1981 року в місті Ландау. Вихованець юнацьких команд футбольних клубів «Ландау», «Оффенбах» та «Кайзерслаутерн».

### «Карлсруе»
Влітку 1999 року перейшов з юнацької команди «Кайзерслаутерна» в першу команду «Карлсруе». У першому турі Другої бундесліги 1999/00 вперше був включений в заявку на гру, а у п'ятому турі вперше вийшов на поле, коли в домашньому матчі проти «Кіккерса» з Оффенбаха головний тренер «Карлсруе» Райнер Ульріх випустив Ауера на заміну замість Крістіана Ферманна на 60-й хвилині гри. 14 травня 2000 року у виїзній зустрічі 31-го туру проти «Кельна» тимчасово виконувач обов'язків головного тренера «Карлсруе» Марко Пеццаюолі вперше випустив Ауера у стартовому складі, і Беньямін забив свій перший гол у Другій бундеслізі. За підсумками сезону 1999/00 «Карлсруе» вибув з Другої бундесліги в Регіональну лігу, а Беньямін Ауер перейшов в менхенгладбахську «Боруссію», що в той час виступала в Другій Бундеслізі.

### «Боруссія» (Менхенгладбах)
У сезоні 2000/01 «Боруссія» посіла друге місце у Другій Бундеслізі і повернулася в вищий дивізіон після дворічної перерви. Ауер провів 17 ігор (у всіх з яких виходив на заміну), забив 2 голи.
Через травму, отриману на молодіжному чемпіонаті світу Ауер тривалий час не міг дебютувати у Бундеслізі і лише наприкінці грудня 2001 року повернувся до тренувань, а у січні 2002 року пройшов з командою тренувальний збір у Португалії та в першій після зимової перерви грі Бундесліги вийшов на заміну. У весняній частині сезону 2001/02 був дублером Арі ван Лента і вперше вийшов у стартовому складі в Бундеслізі лише в матчі 31-го туру проти «Штутгарта», коли ван Лент був травмований. У цій же грі забив свій перший гол у Бундеслізі. 24 квітня 2002 року продовжив контракт з «Боруссією», який закінчувався влітку 2002 року, до літа 2003 року.
Наприкінці серпня 2002 року виявив бажання покинути «Боруссію». Причиною цього рішення було недовіру з боку головного тренера Ганса Маєра, який був незадоволений поганою готовністю і слабкими виступами Ауера в передсезонних іграх. «Майнц 05», що виступав у Другій бундеслізі, погодив з Беньяміном особистий контракт, але переговори між клубами про суму переходу проходили не так легко: «жеребці» хотіли отримати за нападника не менше мільйона євро, «Майнц» не хотів платити більше 500 тисяч. Перехід був завершений лише в останній день літнього трансферного вікна, 1 вересня 2002 року, за дві хвилини до опівночі. Контракт був розрахований на три роки, суму переходу клуби залишили таємно («kicker» оцінював її в 450-600 тисяч євро), «Боруссія» зберегла за собою право на частку від перепродажу Ауера. На той момент Беньямін Ауер став найдорожчим футболістом, який був коли-небудь куплений «Майнцом».

### «Майнц»
У сезоні 2003/04 «Майнц» зайняв третє місце в Другій Бундеслізі і вперше в своїй історії вийшов у Першу Бундеслігу. У тому сезоні Ауер 28 разів виходив у стартовому складі і 2 рази — на заміну, забив 5 м'ячів.
11 травня 2006 року оголосив, що не продовжить контракт з клубом і по закінченні сезону 2005/06 покине «Майнц» як вільний агент. 11 червня 2006 року підписав контракт строком на 2 роки з «Бохумом».

### Подальша кар'єра
Влітку 2006 року Ауер перейшов в «Бохум», але через перенесені травми і вірусное захворювання він довго не міг виступати. Після одужання його віддали в оренду в «Кайзерслаутерн», однак і тут його продовжували переслідувати травми.
6 червня 2008 року на правах вільного агента підписав контракт строком на 2 роки з клубом «Алеманія» з Аахена. У сезоні 2008/09 Ауер став найкращим бомбардиром другої Бундесліги (разом із Мареком Мінталом і Седріком Мак'яді), забивши 16 голів. У лютому 2010 року став капітаном «Алеманніїи», змінивши на цьому посту Крістіана Фіеля. У травні 2010 року продовжив контракт з «Алеманнією» до 2013 року.
За підсумками сезону 2011/12 «Алеманнія» вибула з Другої Бундесліги в Третю лігу, і Беньямін Ауер покинув клуб та став вільним агентом, а у жовтні 2012 року оголосив про завершення кар'єри футболіста і зосередився на керівництві мережею фітнес-студій.
30 грудня 2014 року підписав контракт терміном до кінця сезону з клубом «Пірмазенс», що боровся за виживання у південно-західній зоні Регіональної ліги. Влітку 2015 року підписав новий контракт ще на сезон. У березні 2017 року остаточно завершив кар'єру через чергову травму коліна.
Всього за кар'єру в Першій Бундеслізі забив 21 гол у 87 іграх, а у Другій забив 74 голи у 219 іграх.

## Виступи за збірну
В липні 2000 року у складі збірної Німеччини до 18 років зайняв третє місце на домашньому юнацькому чемпіонаті Європи. У матчі першого туру проти України німці програли з рахунком 0:1, Ауер вийшов на заміну і в кінцівці зустрічі завдав два невдалих удари по воротах. У другому турі Німеччина розгромила Нідерланди з рахунком 3:0, Ауер забив третій гол на 79-й хвилині гри. У третьому турі німці перемогли Хорватію з рахунком 3:2, Ауер забив перший гол на 17-й хвилині матчу. У грі за третє місце Німеччина перемогла Чехію з рахунком 3:1, Ауер заробив і реалізував пенальті. Таким чином, нападник забив три голи в чотирьох матчах чемпіонату.
У червні 2001 року у складі збірної Німеччини до 20 років виступав на молодіжному чемпіонат світу у Аргентині, де зробив хет-трик у ворота Канади і забив по голу Іраку та Франції. У матчі 1/8 фіналу проти французів Ауер відкрив рахунок на 19-й хвилині зустрічі, але німці програли з рахунком 2:3 і покинули турнір. П'ять м'ячів, забиті в чотирьох матчах, дозволили Ауэру потрапити у п'ятірку найкращих бомбардирів чемпіонату. У компенсований час останньої гри в зіткненні з французьким воротарем Ніколя Пеннето нападник отримав важку травму — розрив хрестоподібних зв'язок коліна. Спочатку оцінювалося, що Ауер вибув з ладу на три місяці, але вже через кілька днів стало зрозуміло, що мова йде про шість місяців поза грою і в тому році Беньямін на поле більше не вийшов.
В кінці травня — на початку червня 2004 року у складі молодіжної збірної Німеччини виступав на домашньому молодіжному чемпіонаті Європи (разом з такими футболістами, як Бастіан Швайнштайгер і Лукас Подольскі), де забив по голу в ворота Швейцарії та Швеції, німці зайняли третє місце в групі. Всього на молодіжному рівні зіграв у 23 офіційних матчах, забив 15 голів.

## Статистика
| Виступи                    | Виступи                        | Виступи           | Ліга | Ліга | Кубок | Кубок | Єврокубки | Єврокубки | Всього | Всього |
| Клуб                       | Ліга                           | Сезон             | Ігри | Голи | Ігри  | Голи  | Ігри      | Голи      | Ігри   | Голи   |
| -------------------------- | ------------------------------ | ----------------- | ---- | ---- | ----- | ----- | --------- | --------- | ------ | ------ |
| «Карлсруе»                 | Друга Бундесліга               | 1999/00           | 14   | 1    | 0     | 0     | 0         | 0         | 14     | 1      |
| «Карлсруе»                 | Всього                         | Всього            | 14   | 1    | 0     | 0     | 0         | 0         | 14     | 1      |
| «Боруссія» (Менхенгладбах) | Друга Бундесліга               | 2000/01           | 17   | 2    | 1     | 1     | 0         | 0         | 18     | 3      |
| «Боруссія» (Менхенгладбах) | Бундесліга                     | 2001/02           | 8    | 1    | 0     | 0     | 0         | 0         | 8      | 1      |
| «Боруссія» (Менхенгладбах) | Всього                         | Всього            | 25   | 3    | 1     | 1     | 0         | 0         | 26     | 4      |
| «Майнц 05»                 | Друга Бундесліга               | 2002/03           | 26   | 10   | 0     | 0     | 0         | 0         | 26     | 10     |
| «Майнц 05»                 | Друга Бундесліга               | 2003/04           | 30   | 5    | 1     | 0     | 0         | 0         | 31     | 5      |
| «Майнц 05»                 | Бундесліга                     | 2004/05           | 31   | 6    | 2     | 0     | 0         | 0         | 33     | 6      |
| «Майнц 05»                 | Бундесліга                     | 2005/06           | 29   | 9    | 4     | 1     | 5         | 3         | 38     | 13     |
| «Майнц 05»                 | Всього                         | Всього            | 116  | 30   | 7     | 1     | 5         | 3         | 128    | 34     |
| «Бохум»                    | Бундесліга                     | 2006/07           | 2    | 0    | 1     | 0     | 0         | 0         | 3      | 0      |
| «Бохум»                    | Бундесліга                     | 2007/08           | 17   | 5    | 1     | 0     | 0         | 0         | 18     | 5      |
| «Бохум»                    | Всього                         | Всього            | 19   | 5    | 2     | 0     | 0         | 0         | 21     | 5      |
| «Кайзерслаутерн» (оренда)  | Друга Бундесліга               | 2006/07           | 7    | 0    | 0     | 0     | 0         | 0         | 7      | 0      |
| «Кайзерслаутерн» (оренда)  | Всього                         | Всього            | 7    | 0    | 0     | 0     | 0         | 0         | 7      | 0      |
| «Алеманія» (Аахен)         | Друга Бундесліга               | 2008/09           | 32   | 16   | 2     | 2     | 0         | 0         | 34     | 18     |
| «Алеманія» (Аахен)         | Друга Бундесліга               | 2009/10           | 30   | 14   | 2     | 3     | 0         | 0         | 32     | 17     |
| «Алеманія» (Аахен)         | Друга Бундесліга               | 2010/11           | 32   | 20   | 3     | 1     | 0         | 0         | 35     | 21     |
| «Алеманія» (Аахен)         | Друга Бундесліга               | 2011/12           | 31   | 6    | 1     | 0     | 0         | 0         | 32     | 6      |
| «Алеманія» (Аахен)         | Всього                         | Всього            | 125  | 56   | 8     | 6     | 0         | 0         | 133    | 62     |
| «Пірмазенс»                | Регіоналліга «Південний захід» | 2014/15           | 13   | 4    | 0     | 0     | 0         | 0         | 13     | 4      |
| «Пірмазенс»                | Регіоналліга «Південний захід» | 2015/16           | 30   | 13   | 1     | 0     | 0         | 0         | 31     | 13     |
| «Пірмазенс»                | Регіоналліга «Південний захід» | 2016/17           | 23   | 3    | 0     | 0     | 0         | 0         | 23     | 3      |
| «Пірмазенс»                | Всього                         | Всього            | 66   | 20   | 1     | 0     | 0         | 0         | 67     | 20     |
| Всього за кар'єру          | Всього за кар'єру              | Всього за кар'єру | 372  | 115  | 19    | 8     | 5         | 3         | 396    | 126    |